# حسنی شاپی
حسنی شاپی (انگلیسی: Hassani Shapi) (۱۵ ژوئیهٔ ۱۹۷۳ – ۷ ژوئیهٔ ۲۰۲۴) بازیگر اهل کنیا بود. وی از سال ۱۹۷۶ تا پایان عمر مشغول فعالیت بوده‌است.
از فیلم‌ها یا برنامه‌های تلویزیونی که وی در آنها نقش داشته‌است، می‌توان به برادران و جزیره اشاره کرد.